# Spezialeinsatzkommando

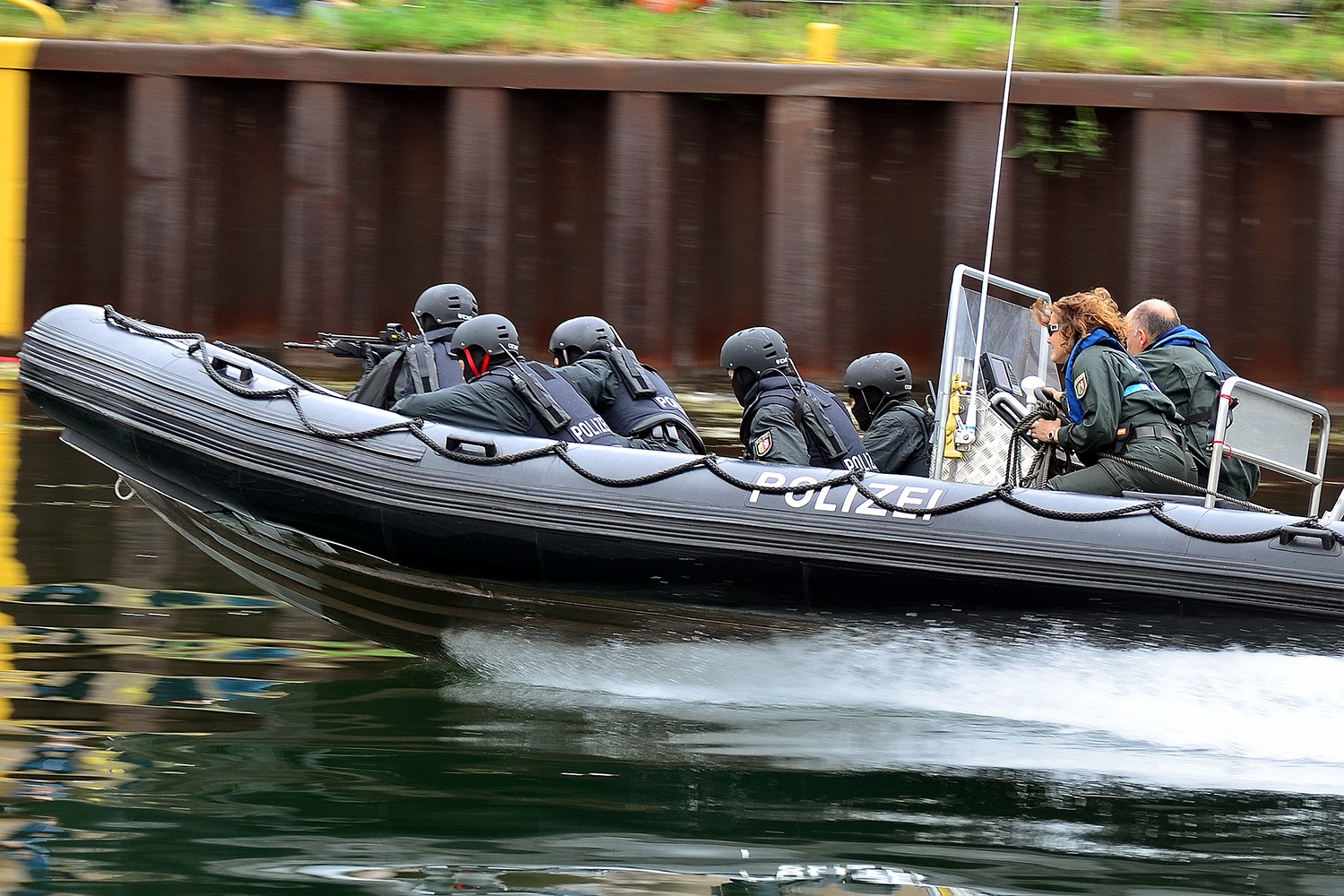
Miembros del SEK de Renania del Norte-Westfalia durante un entrenamiento.

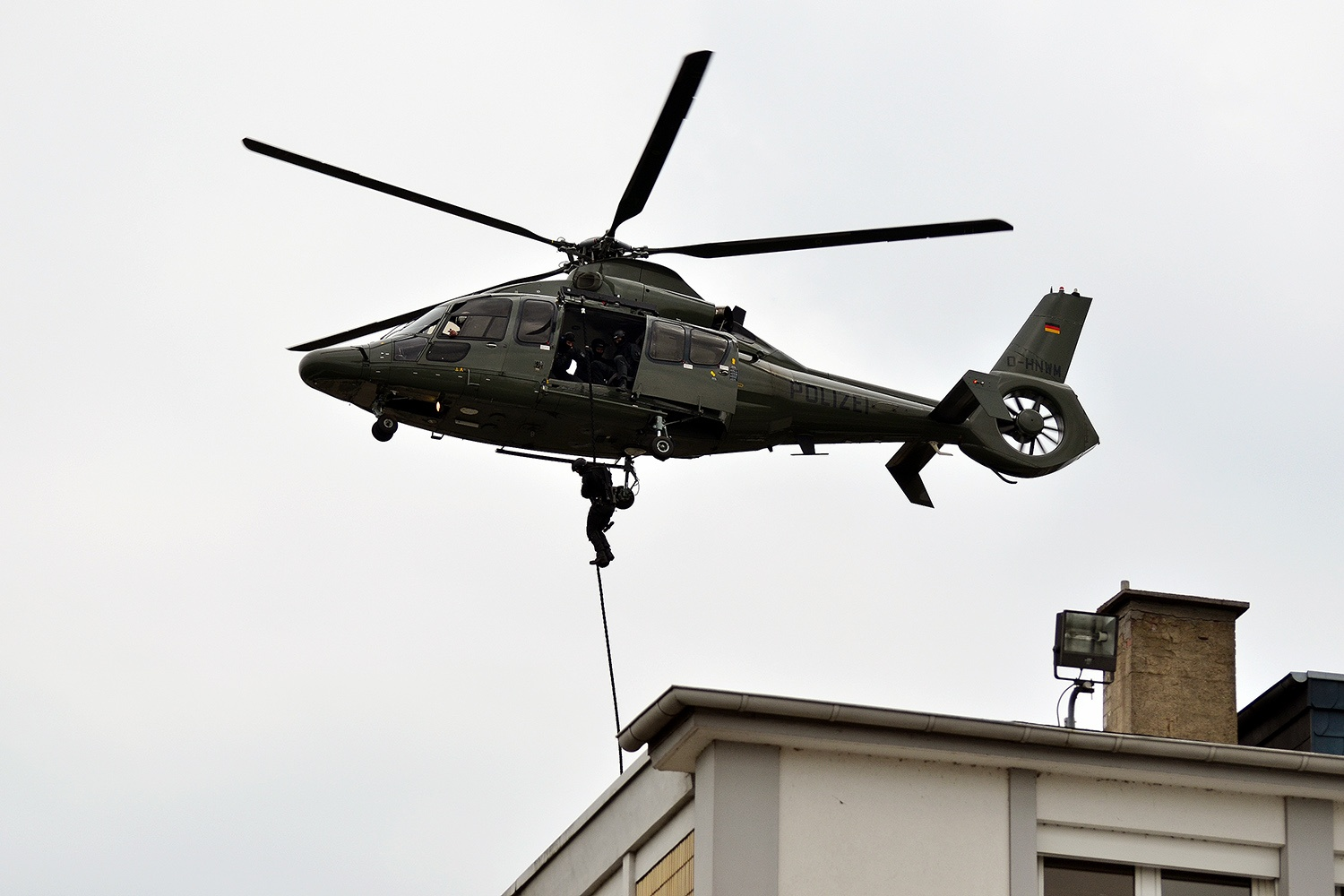
Demostración de fuerza del SEK en Dortmund en 2013.

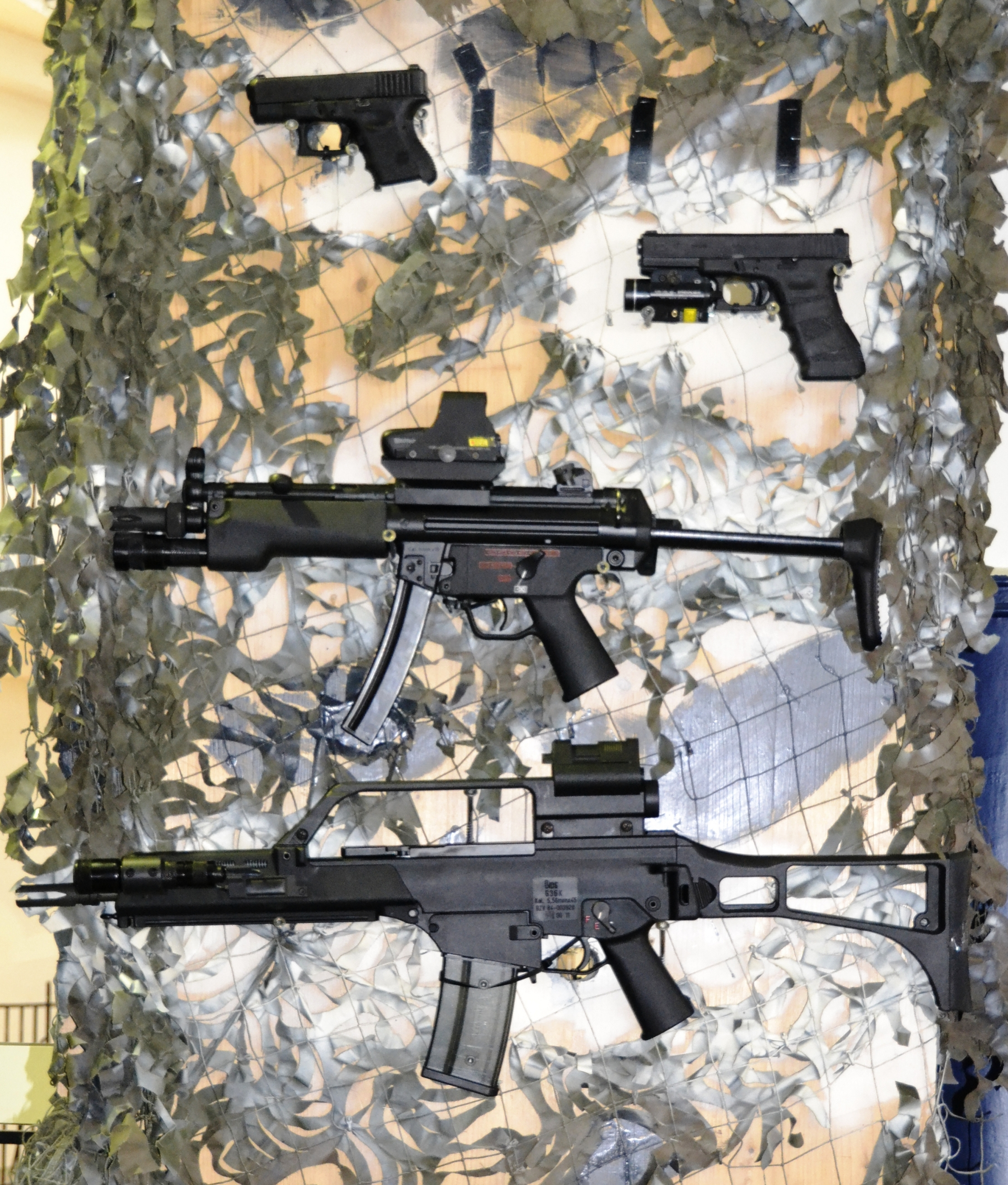
Algunas armas de las SEK (de arriba abajo: Glock 26, Glock 17, H&K MP5 y H&K G36).

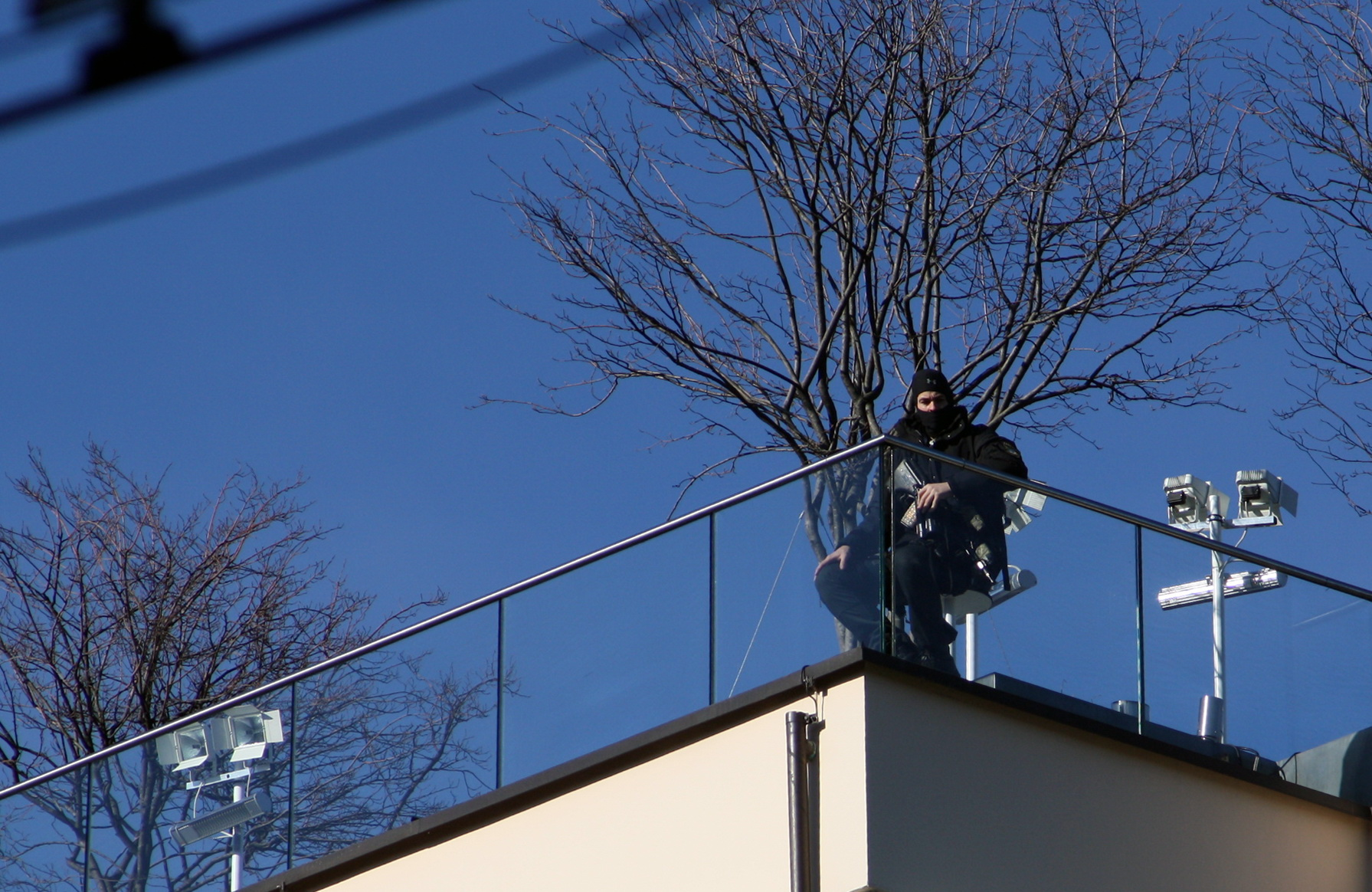
Un miembro del SEK sobre un tejado en Múnich

Los Spezialeinsatzkommandos (SEK, Comandos de intervenciones especiales) son unidades que incorporan las fuerzas especiales alemanas de cada una de las 16 Policías de los estados alemanes. La primera unidad de los SEK fue formada en el estado de Renenia del Norte-Westfalia en 1974

## Sus misiones
Al igual que la SWAT americana, los SEK son llamados a intervenir:  
- cuando hay una toma de rehenes;
- cuando se necesita barrer una zona de atrincheramiento criminal;
- cuando hay actos de bandidismo organizado;
- o para el arresto de un individuo armado y particularmente peligroso.

El equivalente del SSK en la policía federal de Alemania es el GSG 9.

## Armamento en servicio de los SEK
Los SSK usan numerosas armas. Esta es la lista orientativa de su armamento:
Armas largas:
- Heckler & Koch MP5 (los SSK usan todas las variantes de este subfusil)[2]
- Heckler & Koch MP7 (subfusil)[2]
- Heckler & Koch UMP (subfusil)[2]
- Colt M4 (fusil de asalto)
- Heckler & Koch PSG-1 (fusil de francotirador)
- AMP Technical Services DSR-1 (fusil de francotirador)
- SIG G37 (fusil de asalto) y sus variantes
- Steyr AUG A3 (fusil de asalto)

- También se usan varios tipos de armas de policía de calibre 12 y algunos HK 512 pero sobre todo se usan Benelli M3, Benelli M4 y Remington 870.

Los fusiles semiautomáticos HK 502 ya no se usan.
Armas cortas
- Glock 17 (pistola)[2]
- Glock 19 (pistola)
- Glock 26 (pistola)
- SIG P228 (pistola)
- HK P8 (pistola)

Las pistolas semi-automáticas HK P7, SIG P6 y Walther P5 ya no se usan.
Armas pesadas
- Heckler & Koch MZP-1 (lanza-granadas)

## En la cultura popular
Desde el final de los años 90, los SSK aparecen en la mayoría de las series policíacas, sobre todo en las de RTL Television como Alerta Cobra o El Payaso.